# Stane Kumar
Stane Kumar, slovenski slikar in pedagog, * 25. julij 1910, Trst, † 27. februar 1997, Ljubljana.

## Življenje
V Ljubljani je študiral umetnostno zgodovino in arheologijo. Študij je zaradi vpoklica k vojakom prekinil, nadaljeval pa ga je v Zagrebu na Akademiji likovnih umetnosti. Med drugo svetovno vojno so ga Italijani kot pripadnika odporniškega gibanja poslali v Gonars. Po vojni je sprva deloval kot gimnazijski pedagog v Ljubljani, Ilirski Bistrici in Postojni, do upokojitve pa je poučeval na Šoli za umetnostno obrt v Ljubljani.
Od 1952 do 1953 je bil predsednik Društva slovenskih upodabljajočih umetnikov. Sodeloval je pri mnogih skupinskih likovnih razstavah, samostojno pa je pripravil dvaintrideset razstav.

## Delo
Kumar je najbolj poznan po svojih delih z železniško tematiko. Pogost motiv njegovih del je parna lokomotiva. Zaslužen je tudi za odprtje Železniškega muzeja v Ljubljani.